# Долич (Кузма)
Долич (словен. Dolič, мађ. Völgyköz) је насељено место у општини Кузма, Помурска регија, Словенија.

## Историја
До територијалне реорганизације у Словенији био је у саставу старе општине Мурска Собота.

## Становништво
У попису становништва из 2011. године, Долич је имао 392 становника.
| Број становника према пописима | Број становника према пописима | Број становника према пописима |
| ------------------------------ | ------------------------------ | ------------------------------ |
| 1991                           | 2002                           | 2011                           |
| 509                            | 415                            | 392                            |

## Галерија
- звоник
- ватрогасна станица